# Накамба, Марвелус
Марвелус Накамба (фр. Marvelous Nakamba; родился 19 января 1994, Хванге, Зимбабве) — зимбабвийский футболист, полузащитник английского клуба «Лутон Таун» и сборной Зимбабве.

## Клубная карьера
Накамба профессиональную начал карьеру в клубе «Банту Роверс». Летом 2012 года Марвелус перешёл в французский «Нанси». где первые несколько лет выступал за дубль. 9 мая 2014 года в матче против «Анже» он дебютировал в Лиге 1. Летом того же года Накамба на правах свободного агента перешёл в нидерландский «Витесс». 27 сентября в матче против «Дордрехта» он дебютировал в Эредивизи, заменив во втором тайме Келвина Лердама. 21 февраля 2016 года в поединке против «Де Графсхапа» Марвелус забил свой первый гол за «Витесс». По итогам сезона он помог команде выиграть Кубок Нидерландов.
Летом 2017 года Накамба перешёл в бельгийский «Брюгге». 20 июля в матче против «Локерена» он дебютировал в Жюпиле лиге. В своём дебютном сезоне Марвелус стал чемпионом Бельгии.
По окончании сезона 2018/2019 покинул клуб и перебрался в Англию. Заключил контракт с клубом «Астон Вилла».
В зимнее трансферное окно сезона 2022/23 был арендован клубом Чемпионшипа «Лутон Таун». В аренде он провёл 20 матчей и помог клубу выйти в Премьер-лигу.

## Карьера в сборной
13 июня 2015 года в товарищеском матче против сборной Малави Накамба дебютировал за сборную Зимбабве.
В 2017 году Марвелус принял участие в Кубке Африки в Габоне. На турнире он сыграл в матчах против команд Сенегала и Туниса.

## Достижения
«Витесс»
- Обладатель Кубка Нидерландов: 2016/17

«Брюгге»
- Чемпион Бельгии: 2017/18